# Радунський замок
Радунський замок (також відомий як Замок королеви Бони, Шведський вал) — колишній замок поблизу Радуні (Воронівський район), залишки якого розташовані на пагорбі в заболоченій місцевості на березі річки Радунка на південний схід від с. Городища.

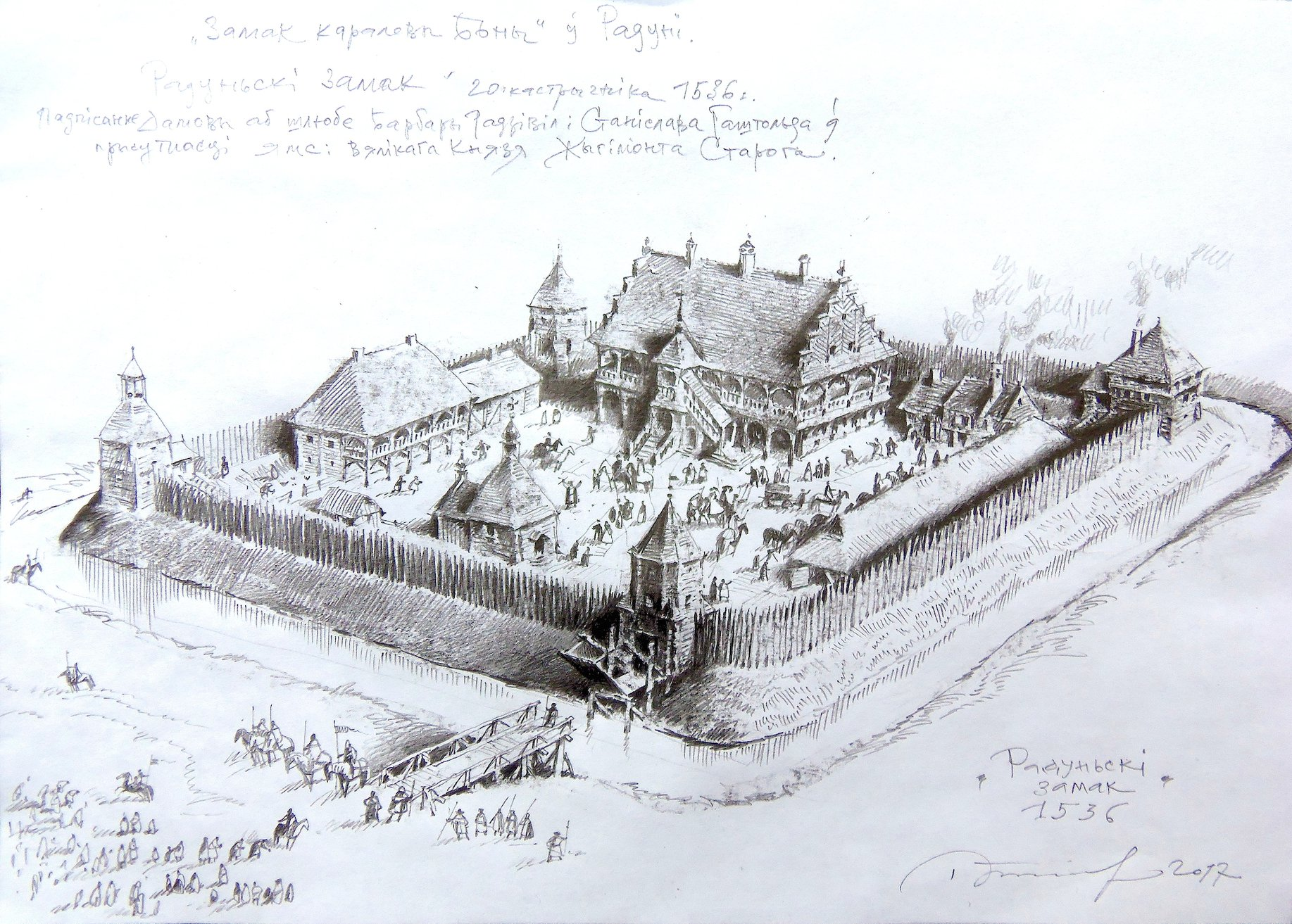
«Замок королеви Бони» в 1536 році. Художня реконструкція П. Татарніков

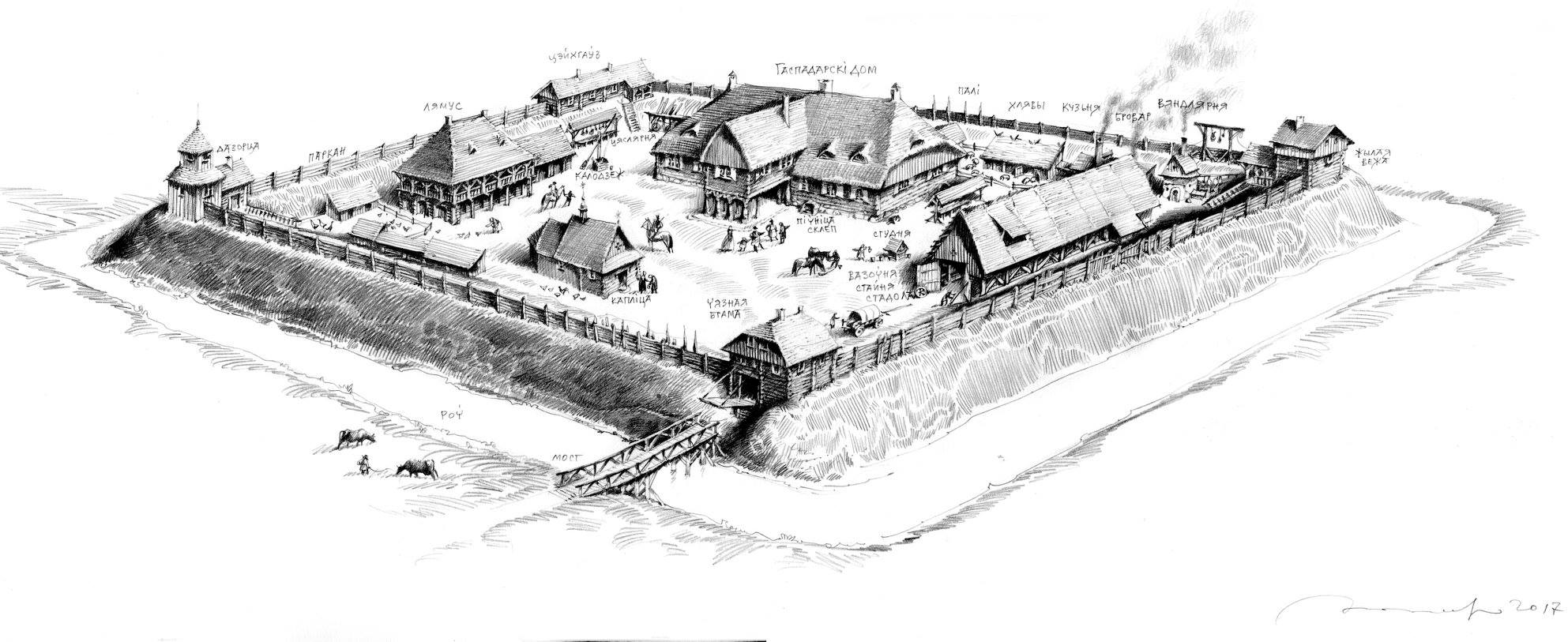
Укріплений господарський двір у середині XVII ст.. Художня реконструкція П. Татарніков

Замок захищали чотирикутні вали, розмірами 85×60 м. Замчище піднесене на висоту 8 м над долиною річки, вали заввишки 3-5 м. Замчище оточене ровом 2,5-3 м глибиною і 6-8 м завширшки, розміри рову, ймовірно, були визначені під час розкопок, оскільки ще в 19 столітті рів був практично засипаний. У південно-східному куті валу досі видно вхід, там була в'їзна вежа-брама з підйомним мостом. Історики вважали, що основою оборонного замку був комплекс дерев'яних та земляних укріплень. Під час розкопок був виявлений культурний шар 0,4-0,5 м, Ф. Покровський у книзі «Археологическая карта Виленской губернии» (Вільно, 1893 р.) писав, що всередині валу, по кутах поселення є невисокі підвищення, ймовірно, залишки колишніх будівель, що також підтверджується великою кількістю цегляного та черепичного сміття. Під час розкопок поселення на той час були знайдені старовинні монети, лопати та залізна сокира особливої форми, яка зберігалася в селі Ютюни. Енциклопедія Великого князівства Литовського пояснює, що археологи знайшли кераміку XIV — XVII ст., полив'яну та теракотову плитку, залізні головки списів, сокиру, монети XV — XVII ст. тощо.
У XIV — XVII ст. замок був власністю Великого князівства. Покровський пише, що згідно з фольклором, який розповів місцевий вчитель, перед від'їздом до Біловезької Пущі королева Бона деякий час жила в Радунському замку. Як писалося вище, на півночі Лідського повіту було кілька «замків королеви Бони».
20 жовтня 1536 у присутності великого князя литовського Сигізмунда I Старого було підписано шлюбний договір між Барбарою Радзивіл та Станіславом Гаштольдом.